# Agostina Belli
Agostina Belli (Milão, 13 de Abril de 1947) é uma atriz italiana.

## Biografia
Agostina Belli nasceu em Itália de uma família modesta. A mãe, Adele Margherita Dossena foi assassinada em 1971 e o crime continua por resolver.
Trabalhava como secretária, mas o seu sonho era ser atriz. Vai para Roma com a condição, posta pelo pai, de que, se não obtém sucesso  em seis meses deve voltar para casa. Mas rapidamente consegue um pequeno papel no filme Banditi a Milano (1968) de Carlo Lizzani.
A partir daí entra em vários filmes como Bluebeard (1972), com Richard Burton e Giornata nera per l'ariete con Franco Nero. A sua beleza faz com que a imprensa crie uma pretensa rivalidade com Laura Antonelli.  
Faz-se notar no papel da mulher de Giancarlo Giannini em Mimì Metallurgico ferito nell'onore de Lina Wertmüller, mas a popularidade vem com L'ultima neve di primavera de Raimondo Del Balzo e Sepolta viva de Aldo Lado, onde conhece o seu futuro companheiro, Fred Robsahm, cunhado de Ugo Tognazzi.
E em 1974 é Sara em Profumo di donna de Dino Risi, o papel da sua vida. 
Já famosa, la Belli tem convites de todo o lado, não quer apenas papéis em filmes comerciais, mas continua a participar em filmes da comédia erótica italiana. 
Dino Risi convida-a para Telefoni bianchi e com este filme ganha o David di Donatello speciale. Apesar do frio acolhimento do filme em Itália, é um enorme sucesso em França, onde Agostina já entrara em Le jeu avec le feu, ao lado de Philippe Noiret. É nesta altura que aparece nua na edição italiana da revista Playboy.
No final dos anos setenta a bela atriz aparece em co-produções internacionais, como Holocaust 2000, ao lado de Kirk Douglas, Le grand escogriffe com Yves Montand, Doppio delitto com Marcello Mastroianni e Peter Ustinov, Un taxi mauve com Fred Astaire, Charlotte Rampling e L'enfant de nuit.
Com os anos oitenta, o cinema muda e em 1996 a atriz resolve retirar-se, voltando só em 2006.

## Filmografia Parcial
- Banditi a Milano de Carlo Lizzani (1968)
- Il terribile ispettore de Mario Amendola (1969)
- Angeli senza paradiso de Ettore Maria Fizzarotti (1970)
- Cran d’arrêt, de Yves Boisset (1970)
- Formula 1 - Nell'Inferno del Grand Prix, de Guido Malatesta (1970)
- Ma che musica maestro! de Mariano Laurenti (1971)
- Nonostante le apparenze... e purché la nazione non lo sappia... All'onorevole piacciono le donne dei Lucio Fulci (1972)
- Bluebeard de Edward Dmytryk e Luciano Sacripanti (1972)
- Giornata nera per l'ariete de Luigi Bazzoni (1972)
- La notte dei diavoli de Giorgio Ferroni (1972)
- Mimì metallurgico ferito nell'onore de Lina Wertmüller (1972)
- La calandria de Pasquale Festa Campanile (1972)
- Revolver de Sergio Sollima (1972)
- L'ultima neve di primavera de Raimondo Del Balzo (1973)
- Profumo di donna , de Dino Risi (1974)
- Il piatto piange de Paolo Nuzzi (1974)
- Virilità , de Paolo Cavara (1974)
- La governante de Giovanni Grimaldi (1974)
- Conviene far bene l'amore de Pasquale Festa Campanile (1975)
- Le jeu avec le feu de Alain Robbe-Grillet (1975)
- Due cuori, una cappella de Maurizio Lucidi (1975)
- Telefoni bianchi, de Dino Risi (1976)
- Le grand escogriffe de Claude Pinoteau (1976)
- Cara sposa, de Pasquale Festa Campanile (1977)
- Holocaust 2000, de Alberto De Martino (1977)
- Doppio delitto de Steno (1977)
- Manaos di Alberto Vasquez Figueroa (1978)
- Enfantasme de Sergio Gobbi (1978)
- Vai avanti tu che mi vien da ridere de Giorgio Capitani (1982)
- Torna de Stelvio Massi (1983)
- Una donna da scoprire de Riccardo Sesani (1987 )
- Soldati - 365 all'alba de Marco Risi (1987)
- La voce del cuore miniserie televisiva (1995)
- Favola - telefilme Fabrizio De Angelis (1996)
- Uno su due de Eugenio Cappuccio (2006)
- Natural born star di Even Benestad (2007)
- Amore che vieni, amore che vai (2008), regia di  Daniele Costantini - Lina